# 수크레주 (콜롬비아)

수크레 주

수크레주(스페인어: Departamento de Sucre)는 콜롬비아 북부에 위치한 주로 주도는 신셀레호이며 면적은 10,917km2, 인구는 834,927명(2013년 기준), 인구 밀도는 76명/km2이다. 1966년 8월 18일에 신설되었으며 26개 지방 자치체를 관할한다. 북서쪽으로는 카리브해, 동쪽으로는 볼리바르 주, 서쪽으로는 코르도바 주와 접한다.

주기
주 문장

## 인구
| 연도    | 인구    | ±%     |
| ------- | ------- | ------ |
| 1973    | 411,000 | —      |
| 1985    | 561,649 | +36.7% |
| 1990    | 701,105 | +24.8% |
| 2005    | 772,010 | +10.1% |
| 2018    | 904,863 | +17.2% |
| Source: |         |        |